# إيفان جونسون (كرة سلة)
إيفان جونسون (بالإنجليزية: Ivan Johnson)‏ مواليد 10 أبريل 1984 في سان أنطونيو، هو لاعب كرة سلة محترف أمريكي بدأ مسيرته الاحترافية في سنة 2007 يلعب في دوري بورتوريكو لكرة السلة ويحمل الرقم 5. يبلغ طوله 6 قدم 8 بوصة (2.0 م).
يلعب جونسون حاليًا في دوري كرة السلة 3 ضد 3 BIG3 مع Ghost Ballers.

## إحصائيات المسيرة

### الموسم الاعتيادي
| السنة   | الفريق       | لعب | بدأ | دقيقة | ميداني% | ثلاثية | حرة  | ارتداد | صنع | استلاب | تصدي | نقطة |
| ------- | ------------ | --- | --- | ----- | ------- | ------ | ---- | ------ | --- | ------ | ---- | ---- |
| 2011–12 | أتلانتا هوكس | 56  | 0   | 16.7  | .513    | .333   | .720 | 4.0    | .6  | .8     | .3   | 6.4  |
| 2012–13 | أتلانتا هوكس | 69  | 5   | 15.0  | .520    | .077   | .618 | 3.9    | .7  | .8     | .2   | 6.6  |
| المسيرة |              | 125 | 5   | 15.8  | .517    | .158   | .662 | 3.9    | .6  | .8     | .3   | 6.5  |

### التصفيات
| السنة   | الفريق       | لعب | بدأ | دقيقة | ميداني% | ثلاثية | حرة  | ارتداد | صنع | استلاب | تصدي | نقطة |
| ------- | ------------ | --- | --- | ----- | ------- | ------ | ---- | ------ | --- | ------ | ---- | ---- |
| 2012    | أتلانتا هوكس | 5   | 0   | 10.8  | .313    | .000   | .600 | 3.4    | .0  | .6     | .0   | 2.6  |
| 2013    | أتلانتا هوكس | 6   | 0   | 18.0  | .462    | .000   | .667 | 3.3    | .5  | .7     | .5   | 6.0  |
| المسيرة |              | 11  | 0   | 14.7  | .405    | .000   | .652 | 3.4    | .3  | .6     | .3   | 4.5  |

## روابط خارجية
- إيفان جونسون على موقع إن بي أي (الإنجليزية)
- إيفان جونسون على موقع سبورتس رفرنس (الإنجليزية)
- إيفان جونسون على موقع كرة السلة الأوروبية.كوم (الإنجليزية)
- إيفان جونسون على موقع إي إس بي إن.كوم (الإنجليزية)
- إيفان جونسون على موقع كلية كرة السلة في سبورتس رفرنس.كوم (الإنجليزية)
- إيفان جونسون على موقع ريلجم (الإنجليزية)
- إيفان جونسون على موقع بروبوليرز (الإنجليزية)
- إيفان جونسون على موقع سبورتس رفرنس (الإنجليزية)
- إيفان جونسون على موقع سبورتس رفرنس (الإنجليزية)